# 星野明宏
星野 明宏（ほしの あきひろ、1973年3月4日 - ）は、日本の教育者、ラグビーユニオン指導者。東京都町田市出身。
町田市立小川小学校、桐蔭学園中学校・高等学校、立命館大学法学部を経て、1995年より株式会社電通に勤務。その後、筑波大学大学院で学び、静岡聖光学院中学校・高等学校へ勤務。寮教員から始まり、担任、学年主任、教頭、副校長を経て、赴任後15年目に学校長を務める。
2020年にコロナウイルスが猛威を振るい始め、当時の安倍首相から全国一斉休校要請が発令される2020年2月27日よりも前に、”生徒の安全確保のために登校を停止するが、学校機能は止めない”独自の休校を決めた。翌2月28日にはホームページ上で学校方針を発表し、翌週の3月2日から全国で最も早くオンライン授業に踏み切った。そして、経済産業省主催の「未来の教室」に参加するなど、オンライン授業を活かした企業とのコラボなども実施。
このようなコロナ禍での素早い決断や学校に新しいエッセンスを次々に取り入れたことが、多くのメディアにも取り上げられるきっかけとなった。
また、国際交流の場においても独自の交流を展開。ヨーロッパやアジアの国際サミットに積極的に参加し、与えられたテーマについて様々な国同士が議論を交わすイマージョン教育を行なった。中でもイギリス歴代首相やロイヤルファミリーの出身校としても知られているイートン校やハロウ校は日本でも交流が少ないことで有名だが、静岡県の私立では初めて交流を開始。2018年には自校でも国際サミットを初めて開催し、8カ国が議論を重ねた。
静岡聖光学院ラグビー部で監督として率いていた時代は、部活動は原則火・木・土の週3日、練習時間が90分（冬は60分　別途、生徒の自主性による練習が朝、昼休み、練習後にあり）の環境であったが、1日に1時間しか練習ができないという考え方から、1日に23時間も人間力を伸ばすことができるという考えを生徒に持たせ、当時弱小高校だったチームをわずか3年で全国大会初出場に導く。今ある環境で結果を残し、特にプロセスを大事にするということにこだわり続けた。その独自の理論や手腕を買われ、U17・18カテゴリーのラグビー日本代表監督も歴任。その後、ラグビー部を後任に譲り、日本開催のラグビーワールドカップ２０１９などのアドバイザーを務めるなど、県や日本のラグビー界を支え続けている。

## 主な役職
・静岡聖光学院中学校・高等学校　学校長（2019年4月〜2022年3月）
・ラグビーワールドカップ２０１９静岡県開催推進委員会　特別アドバイザー
・スポーツ庁「運動部活動の在り方に関するアドバイザリー会議」委員
・一般社団法人　静岡県ラグビーフットボール協会　代表理事（2021年4月〜）
・静岡県ラグビー聖地化検討会　座長
・静岡県地域自立のための「人づくり・学校づくり」実践委員
・静岡県スポーツ推進審議会　委員
・アザレアスポーツクラブ理事
・ラグビーU17日本代表監督（2015年・2016年）
・ラグビーU18日本代表監督（2017年）
・報道情報番組ORANGE（静岡放送）金曜日レギュラーコメンテーター（2019年11月〜2021年3月）

## 受賞歴
・2018年静岡新聞社・静岡放送スポーツ賞　優秀指導者賞

## 著書
- 『凡人でもエリートに勝てる人生の戦い方。』 (2014年2月、すばる舎) ISBN 978-4799103128